# Wake Up Dead Man
Wake Up Dead Man to piosenka rockowej grupy U2, pochodząca z jej wydanego w 1997 roku albumu, Pop. Podobnie, jak "If You Wear That Velvet Dress" piosenka została oryginalnie napisana na płytę Zooropa, jednak ostatecznie ukazała się dopiero na albumie Pop.
Piosenka zawiera zarzut wobec Jezusa oraz bezpośredni zwrot do niego, by ten wrócił na Ziemię i naprawił ten świat. Jest ona jedyną, w której grupa otwarcie przeciwstawiła się Bogu. Jest zarazem jednym z nielicznych utworów, które zawierają wulgaryzmy ("I am alone in this world and a fucked-up world it is, too"). 
"Wake Up Dead Man" była grana okazjonalnie podczas koncertów tras PopMart Tour oraz Elevation Tour. Piosenkę można zobaczyć na wydawnictwach wideo i DVD grupy: Popmart: Live from Mexico City, Elevation: Live from Boston i U2 Go Home: Live from Slane Castle.
Maria João stworzyła własny cover piosenki, który następnie wydała na swoim albumie Undercovers w 2002 roku.